# Слов'яносербська сільська рада
Слов'яносе́рбська сільська́ ра́да — колишня адміністративно-територіальна одиниця та орган місцевого самоврядування в Великомихайлівському районі Одеської області. Адміністративний центр — село Слов'яносербка.

## Історія
У 1962 році Слов'яно-Сербська сільська рада Великомихайлівського району увійшла до складу Роздільнянського.
В 1965 році сільрада була передана зі складу Роздільнянського району до Великомихайлівського.

## Загальні відомості
- Територія ради: 53,35 км²
- Населення ради: 778 осіб (станом на 2001 рік)

## Населені пункти
Сільській раді підпорядковані населені пункти:
- с. Слов'яносербка
- с. Антоно-Ковач
- с. Олег

## Населення
Згідно з переписом 1989 року населення сільської ради становило 1525 осіб, з яких 735 чоловіків та 790 жінок.
За переписом населення 2001 року в сільській раді мешкали 793 особи.

### Мова
Розподіл населення за рідною мовою за даними перепису 2001 року:
| Мова       | Відсоток |
| ---------- | -------- |
| українська | 87,66 %  |
| російська  | 10,8 %   |
| молдовська | 0,64 %   |
| білоруська | 0,39 %   |
| болгарська | 0,39 %   |
| вірменська | 0,13 %   |

## Склад ради
Рада складається з 12 депутатів та голови.
- Голова ради: Батурин Іван Максимович

### Керівний склад попередніх скликань
| Прізвище, ім'я, по батькові | Основні відомості                                                         | Дата обрання | Дата звільнення |
| --------------------------- | ------------------------------------------------------------------------- | ------------ | --------------- |
| Бурлачук Микола Леонідович  | Сільський голова, 1960 року народження, безпартійний                      | 26.03.2006   | 20.06.2007      |
| Батурин Іван Максимович     | Сільський голова, 1958 року народження, освіта вища, член Партії регіонів | 31.10.2010   | 25.10.2015      |

Примітка: таблиця складена за даними сайту Верховної Ради України

### Депутати
За результатами місцевих виборів 2010 року депутатами ради стали:

#### За суб'єктами висування
| Суб'єкт висування | Кількість обраних депутатів | %    |
| ----------------- | --------------------------- | ---- |
| Партія регіонів   | 8                           | 66,7 |
| Самовисування     | 4                           | 33,3 |

#### За округами
| № округу        | Прізвище, ім'я, по батькові     | Дата визнання обраним | Освіта             | Партійна приналежність | Відомості про обраного депутата                                          |
| --------------- | ------------------------------- | --------------------- | ------------------ | ---------------------- | ------------------------------------------------------------------------ |
| Партія регіонів |                                 |                       |                    |                        |                                                                          |
| 1               | Лупша Костянтин В'ячеславович   | 02.11.2010            | середня            | позапартійний          | пенсіонер                                                                |
| 2               | Глюбрехт Валерій Петрович       | 02.11.2010            | середня            | член Партії регіонів   | ТОВ"Сербське", бригадир тракторної бригади                               |
| 3               | Мордванюк Ірина Михайлівна      | 02.11.2010            | вища               | член Партії регіонів   | Слов'яносербський навчально-виховний комплекс, вчитель початкових класів |
| 4               | Сатаулова Тетяна Володимирівна  | 02.11.2010            | вища               | член Партії регіонів   | Слов'яносербський навчально-виховний комплекс, вчитель іноземної мови    |
| 5               | Аркавенко Віталій Миколайович   | 02.11.2010            | середня            | член Партії регіонів   | ТОВ «Сербське», водій                                                    |
| 6               | Гончаренко Юрій Анатолійович    | 02.11.2010            | середня спеціальна | член Партії регіонів   | пенсіонер                                                                |
| 7               | Левченко Микола Іванович        | 02.11.2010            | середня            | член Партії регіонів   | приватний підприємець                                                    |
| 10              | Кожемяченко Вікторія Миколаївна | 02.11.2010            | середня            | член Партії регіонів   | ПП «Лупша», продавець                                                    |
| Самовисування   |                                 |                       |                    |                        |                                                                          |
| 8               | Гоцелюк Оксана Володимирівна    | 02.11.2010            | середня спеціальна | позапартійна           | ДП «Квіт», продавець                                                     |
| 9               | Дмитрієва Галина Дмитрівна      | 02.11.2010            | середня            | позапартійна           | ТОВ «Сербське», бухгалтер                                                |
| 11              | Очеретнова Марина Іванівна      | 02.11.2010            | середня            | позапартійна           | тимчасово не працює                                                      |
| 12              | Рудакова Катерина Григорівна    | 02.11.2010            | середня            | позапартійна           | тимчасово не працює                                                      |